# Coria del Río
Coria del Río település Spanyolországban, Sevilla tartományban. Coria del Río Almensilla, La Puebla del Río, Palomares del Río és Dos Hermanas községekkel határos. Lakosainak száma 31 095 fő (2024).

## Népesség
A település népessége az elmúlt években az alábbi módon változott:
| Lakosok száma | 24 113 | 25 029 | 26 831 | 28 100 | 29 921 | 30 208 | 30 535 | 30 777 | 30 714 | 31 095 |
|               | 2001   | 2004   | 2007   | 2009   | 2012   | 2014   | 2017   | 2019   | 2022   | 2024   |